# Adult Performance Artists Guild
Adult Performance Artists Guild (por sus siglas APAG, Gremio de Artistas de Espectáculos para Adultos), anteriormente conocido como Adult Performers Actors Guild, es un sindicato estadounidense que agrupa a los trabajadores del sexo relacionados con cualquier aspecto de la industria del cine para adultos. Tomando el relevo de Sean Michaels, su presidenta a partir de 2018 ha sido Alana Evans. El gremio es el primer sindicato pornográfico reconocido a nivel federal en Estados Unidos. Sus objetivos incluyen programas para toda la industria en materia de asistencia sanitaria y ahorro para la jubilación, así como mejores salarios y derechos para los artistas. APAG entabla negociaciones con productoras pornográficas, legisladores estadounidenses y plataformas de redes sociales.

## Estructura

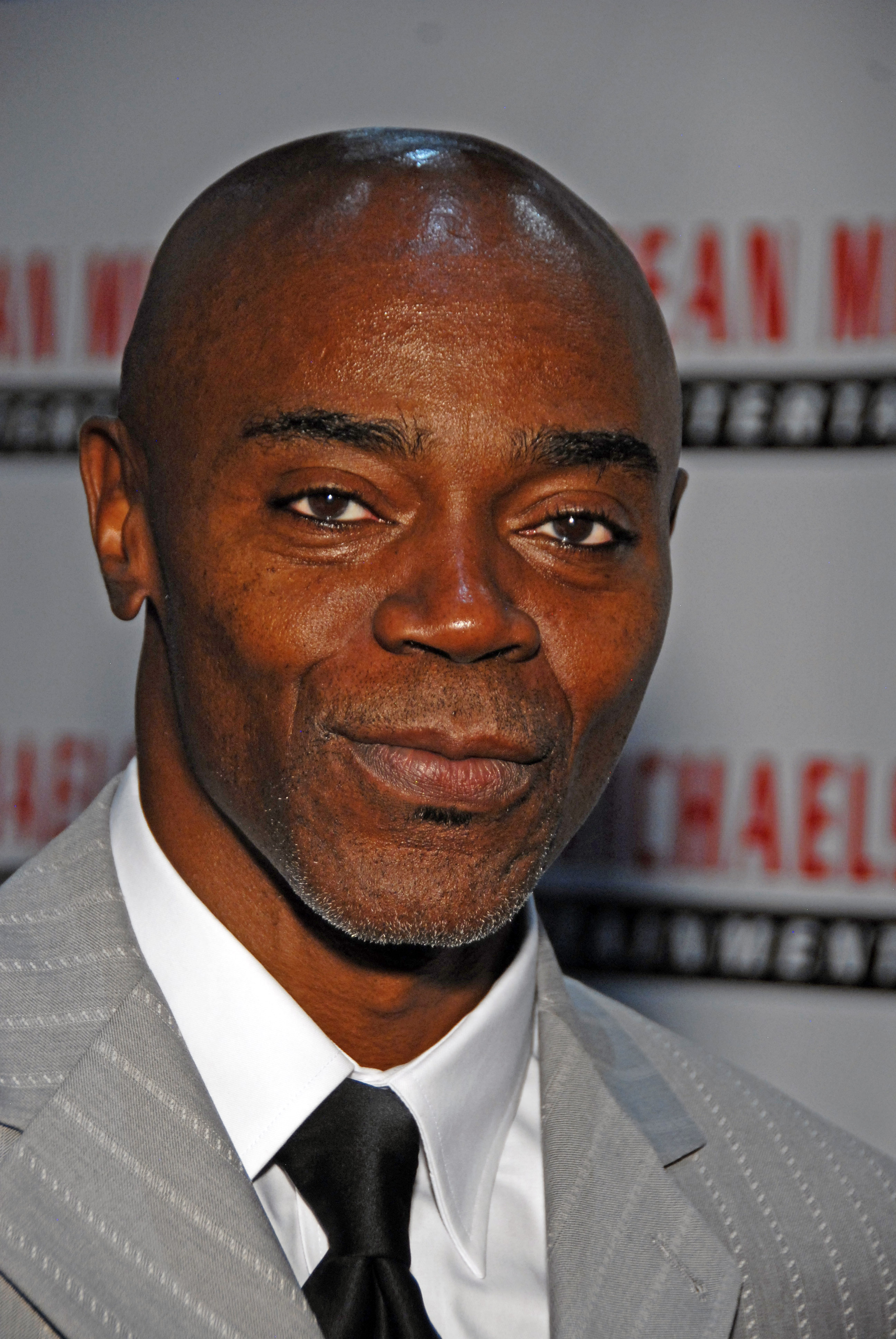
El actor pornográfico Sean Michels ejerció como presidente del sindicato.

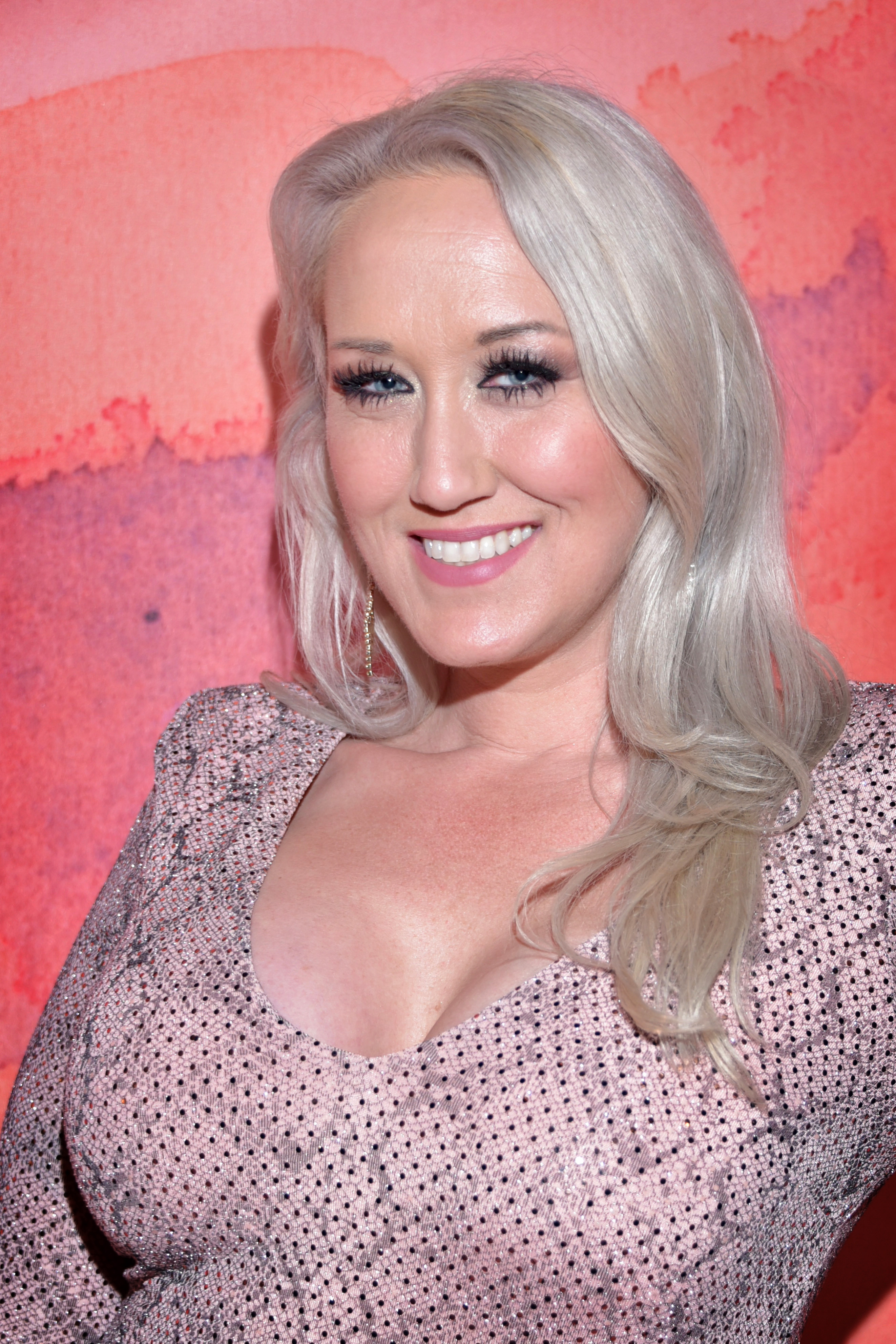
En 2018, tras retirarse de la industria, Alana Evans asumió la presidencia de la APAG.

Sean Michaels fue el primer presidente del Adult Performance Artists Guild. En 2018, Michaels suscitó las críticas de los miembros de APAG, que consideraron que reducía su participación en el sindicato. Alana Evans fue elegida como la siguiente presidenta. Ella se retiró del trabajo sexual para asumir el papel, diciendo que Michaels había sido "expulsado" de la industria pornográfica por su participación en APAG.
El APAG era una filial del Sindicato Internacional de Entretenimiento para Adultos (IEAU). En 2020, el IEAU apoyó un proyecto de ley que habría obligado a los actores pornográficos a obtener una licencia ocupacional pública y a entregar al gobierno los registros de huellas dactilares. Evans afirmó que el IEAU invocó su nombre en la promoción del proyecto de ley, sin conocimiento de APAG. IEAU presentó una demanda ante el Departamento del Trabajo de los Estados Unidos para rescindir APAG y recuperar sus activos en marzo de 2020. Evans y los otros funcionarios de APAG presentaron una demanda contra IEAU acusando de fraude, salarios no pagados y difamación. APAG cambió su nombre a Adult Performance Artists Guild en diciembre de 2020 después de separarse de IEAU y pasar por una reorganización.
En mayo de 2021, APAG fue el primer sindicato pornográfico en ser reconocido federalmente en los Estados Unidos. Evans informó que su membresía había aumentado después de 300 a 1 300 en septiembre de 2021. Mientras tanto, la IEAU denunció a APAG como un "gremio sin escrúpulos" que estaba siendo controlado por la Free Speech Coalition.

## Actividades
APAG representa a actores pornográficos, strippers y otros trabajadores del sexo. Organiza contratos con empresas y estudios pornográficos en nombre de sus miembros, la mayoría de los cuales son contratistas independientes. La organización cuenta con un formulario de consentimiento recomendado para los actores y un "programa de delegados de rodaje" en el que antiguos actores con experiencia asisten a las sesiones de rodaje. El sindicato apoya políticas de salario garantizado, un plan de asistencia sanitaria para la industria y un sistema de Seguridad Social para los trabajadores. Creen que las productoras deberían pagar las pruebas de ETS obligatorias de los artistas.
APAG asesora a sus miembros sobre el trabajo sexual en línea, como la creación de contenidos de OnlyFans. El gremio negocia con Instagram y Twitter en la impugnación de contenido producido por trabajadores sexuales que ha sido eliminado por las plataformas. Una campaña en 2019 de APAG, que incluyó una protesta frente a la sede de Instagram y una carta abierta con 200 firmantes, llamó la atención sobre 1300 artistas que dijeron que sus cuentas de Instagram fueron eliminadas a pesar de no mostrar desnudez o sexo. Llamaron la atención de manera similar a OnlyFans en 2020 sobre trabajadores sexuales que dijeron que sus cuentas fueron desactivadas sin previo aviso o explicación suficiente.
El gremio se reúne con legisladores estadounidenses para consultarles sobre proyectos de ley relacionados con la industria del sexo. En 2020, se opusieron a la Ley para Detener la Explotación Sexual en Internet, que fue rechazada. Quieren que la "ocupación" sea una característica protegida que las empresas no puedan discriminar, para aliviar las dificultades que tienen las figuras pornográficas para abrir cuentas bancarias o conseguir vivienda. Evans escribió para The Daily Beast en oposición a la exclusión de las trabajadoras sexuales de la Ley de Asignaciones Consolidadas de 2021, una ley de pago de estímulo durante la pandemia de coronavirus. En la misma publicación, criticó el papel de Mastercard en la decisión revocada de OnlyFans de prohibir la pornografía en su plataforma.